# Lomagramma polyphylla
Lomagramma polyphylla är en träjonväxtart som beskrevs av William Dunlop Brackenridge.
Lomagramma polyphylla ingår i släktet Lomagramma och familjen Dryopteridaceae. Inga underarter finns listade i Catalogue of Life.